# Múscul mentonià
El múscul mentonià o múscul borla del mentó (musculus mentalis) és un múscul de la cara. Està situat a la barbeta, en l'espai triangular que delimita el múscul quadrat del mentó a banda i banda de la línia mitjana, entre la part superior de la símfisi i l'eminència mentoniana. És parell, petit i conoide.
S'insereix, per la part superior, en el maxil·lar inferior, per sota de les eminències incisives i la canina, sota les genives; per baix, en la pell del mentó.
Està innervat pel setè parell cranial o nervi facial. La seva acció: arrufar la pell de la barbeta i elevar el llavi inferior.

## Imatges

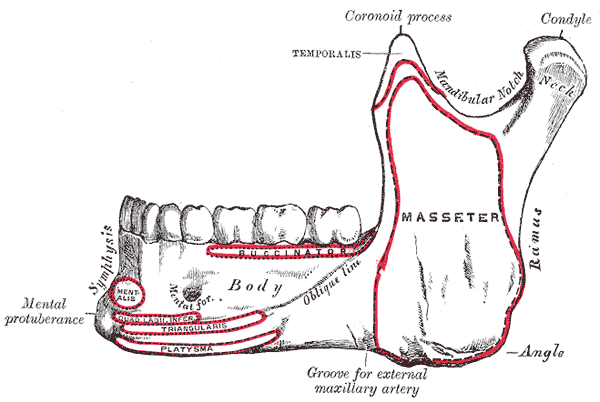
El múscul mentonià apareix a l'esquerre (encerclat en vermell).
Posició del múscul (en vermell).
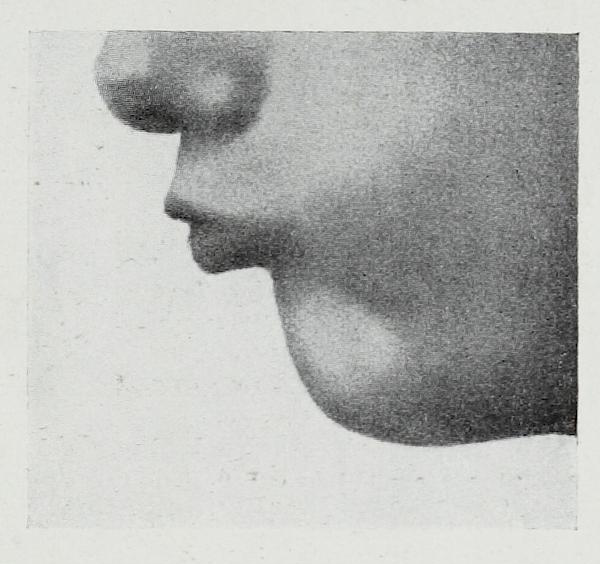
Acció del múscul mentonià.